# Jeune et homo sous le regard des autres
 (mars 2024).
Pour plus de détails, voir Fiche technique et Distribution.
Jeune et homo sous le regard des autres est un ensemble de cinq courts métrages français réalisés en 2008, dont les scénarios sont issus d'un concours organisé par le ministère de la Santé et des Sports et l'Inpes sur le thème de l'homosexualité confrontée au regard des autres. 

## Genèse

### Concours
En octobre 2008, le ministère de la Santé et des Sports et l’Institut national de prévention et d’éducation pour la santé (Inpes) organisent un concours de scénarios adressé à la jeunesse. L'objectif est de « faire évoluer les représentations sociales sur l'homosexualité » et de « susciter une réflexion sur les conséquences graves que peut avoir l'homophobie ». Les synopsis proposés doivent raconter d'une manière positive une situation où un jeune homosexuel est confronté au regard des autres. Les propositions reçues avant le 2 décembre sont l'objet d'un processus de sélection dont l'issue a lieu le 3 février 2009,.
Parmi les 905 reçus, cinq synopsis sont ainsi choisis parmi le jury, présidé par le cinéaste André Téchiné.

### Jury
- André Téchiné, réalisateur (président du jury)
- Céline Sciamma, scénariste, réalisatrice
- Laurent Weil, journaliste
- Tom Novembre, acteur
- Xavier Gens, réalisateur
- Pascale Faure, responsable des programmes courts de Canal+
- Jacques Lize, président de l'association SOS homophobie
- Philippe Castel, porte-parole de l'association Inter-LGBT
- Thierry Hochart, représentant de l'association Contact
- Patrice Huerre, chef de service de psychiatrie de l'enfant et de l'adolescent
- Éric Verdier, psychologue
- Louis-Georges Tin, fondateur de la Journée Mondiale contre l'homophobie
- Jean-Marie Besset, auteur de pièces de théâtre
- Gérard Rabinovitch, philosophe et sociologue

## Films issus des synopsis lauréats du concours
Initialement, le jury ne devait sélectionner que quatre scénarios, mais une mention spéciale a été créée pour La Renaissance. Le court métrage qui en a résulté est le seul des cinq à traiter de la lesbophobie.
- Basket et Maths[3]
Réalisateur : Rodolphe Marconi
Scénario : Sébastien Perroy
Distribution principale :
Jean-Denis Marcoccio, Aurélien Baty, Ugo Venel, Katherine Erhardy, Gilles Barande
Durée : 7 min
- Les Incroyables Aventures de Fusion Man[4]
Réalisateur : Xavier Gens et Marius Val
Scénario : d’après le scénario Fusion in-Fusion out de David Halphen
Distribution principale :
Raphaël Personnaz, Félix Moati, Patrick Ligardes et Mélanie Bernier
Durée : 8 min
- Omar[5]
Réalisateur : Sébastien Gabriel
Scénario : Axel Djossou
Distribution principale :
Ralph Amoussou, François Civil
Durée : 9 min
- En colo[6]
Réalisateur : Pascal-Alex Vincent
Scénario : d’après le scénario Action ou Vérité de Guillaume Nail
Distribution principale :
Alexis Michalik, Emylou Brunet et Axel Würsten
Durée : 7 min
- Pauline[7]. Pauline, le personnage principal, y raconte la découverte de son homosexualité et la manière dont réagit son entourage.
Réalisatrice : Céline Sciamma
Scénario : d’après le scénario La Renaissance de Daphné Charbonneau
Distribution principale :
Anaïs Demoustier et Adèle Haenel
Durée : 8 min

## Réalisation et diffusion
Conformément au règlement du concours, les scénarios sélectionnés sont adaptés puis réalisés, sous la supervision de Téchiné, sous forme de courts métrages,.
Ces courts métrages ont été diffusés sur les chaînes du groupe Canal+ et dans les cinémas Utopia. 
Ils sont également publiés en DVD, accompagné d'un livret (OCLC 758352067), servant d'outil d'intervention contre l'homophobie pour les professionnels de l'éducation.